# IsarOpen
L'IsarOpen è stato un torneo professionistico di tennis che si è giocato sulla terra rossa, parte dell'ATP Challenger Tour. Si è giocata la sola edizione del 2018 al Tennis Club Großhesselohe nella cittadina bavarese di Pullach im Isartal, in Germania, prima di essere cancellato per problemi organizzativi, dato che occupava le date della German Tennis Bundesliga, il torneo nazionale per circoli tedeschi.

## Albo d'oro

### Singolare
| Anno | Campione    | Finalista          | Score    |
| ---- | ----------- | ------------------ | -------- |
| 2018 | Pedro Sousa | Jan-Lennard Struff | 6–1, 6–3 |

### Doppio
| Anno | Campione                   | Finalista                        | Score    |
| ---- | -------------------------- | -------------------------------- | -------- |
| 2018 | Sander Gillé Joran Vliegen | Simone Bolelli Daniele Bracciali | 6–2, 6–2 |